# Mariët Meester
Mariët Meester (Den Haag, 25 mei 1958) is een Nederlands schrijfster. Ze groeide op in het Drentse gevangenisdorp Veenhuizen.

## Leven en werk
Mariët Meester schrijft zowel fictie als non-fictie. Een belangrijk thema in haar eerste romans is de tegenstelling tussen cultuur en natuur, dood en leven, man en vrouw. Haar latere romans draaien om de dilemma’s die de mens ondervindt wanneer hij in moeilijke omstandigheden zijn medemenselijkheid probeert te bewaren.
Uit de non-fictie van de schrijfster blijkt dat ze veel gereisd heeft. Haar boek Sla een spijker in mijn hart (2006) is een verzameling van haar ervaringen sinds 1990 met Roma in Roemenië. En voor De mythische oom (2012) verbleef ze in de Nederlands georiënteerde plaats Lynden in de VS, op zoek naar het levensverhaal van de geëmigreerde broer van haar vader. Het jaar 2015 en het voorjaar van 2016 bracht ze door in de Zuid-Spaanse stad Málaga. Daar onderzocht ze de oude traditie om tijdens de Semana Santa een veroordeelde crimineel uit de gevangenis vrij te laten.
Meester vertegenwoordigde in het jaar 2000 Nederland in de Literaturexpress, een trein die gedurende zes weken van Lissabon via St. Petersburg naar Berlijn reed, met als passagiers een honderdtal schrijvers uit alle Europese taalgebieden. In 2012 richtte ze een schrijvershuis op in Veenhuizen, dat ze tot 2016 beheerde. Haar onderzoek voor de roman Hollands Siberië (2014) werd vastgelegd in de documentaire Het gevangenisdorp - Veenhuizen in de twintigste eeuw.  
Van de roman Pingping (2020), over een vrouw die op zoek naar eenvoud de stad verlaat, verschenen op verzoek van de auteur slechts 1000 genummerde en gesigneerde exemplaren. Daarmee wilde ze de waarde van elk exemplaar benadrukken en verspilling voorkomen.
In haar memoir Koloniekind (2022) vertelt Meester over haar jeugdjaren in de afgelegen justitiekolonie Veenhuizen in de jaren zestig en zeventig van de vorige eeuw. Daarna publiceerde de schrijfster een memoir over de periode die volgde. Een vrij leven (2025) beslaat de aanloop naar haar schrijverschap. Samen met haar vriend leefde ze in een kleine woonwagen die door een paard werd getrokken.

## Diversen
Meester publiceert regelmatig essays en opiniestukken in NRC. In 1992 was ze medeoprichter van stichting Romrom (Romi pentru Romi), waarvan ze vijfentwintig jaar bestuurslid zou blijven. Deze stichting ondersteunde Roemeense Roma die zich inzetten voor de eigen bevolkingsgroep. Een van hen zorgde ervoor dat duizenden kinderen onderwijs konden volgen. In 1994 was ze de eerste Nederlandse auteur die een literaire videoclip lanceerde, bij de verschijning van de later in het Russisch vertaalde roman Bokkezang. Ze was jurylid van de Annie Romeinprijs 2008 (Opzij Literatuurprijs). In 2018 werd haar boek De tribune van de armen genomineerd voor de Tzum-prijs voor de mooiste zin. Dit boek verscheen in 2019 als La Tribuna de los Pobres in het Spaans. 